# Flugplatz Karlsruhe-Forchheim

i7
i11
i13
Der Flugplatz Karlsruhe-Forchheim (auch Verkehrslandeplatz Karlsruhe-Forchheim oder Flughafen Karlsruhe-Forchheim, IATA-Code: QKA, ICAO-Code: EDTK) war bis zum Jahr 2000 der Flugplatz der Stadt Karlsruhe und diente der allgemeinen Luftfahrt. Er lag südlich der Stadt auf dem Gebiet des Rheinstettener Stadtteils Forchheim. Tower und Hangars sind mittlerweile abgerissen und die Messe Karlsruhe befindet sich auf dem Gelände. Ein Teil der asphaltierten Start- und Landebahn ist noch zu erkennen.
Der Flugbetrieb wurde auf den zum Flughafen Karlsruhe/Baden-Baden konvertierten ehemaligen kanadischen Militärflughafen bei Rheinmünster verlegt. Dort werden seitdem auch internationale Flüge abgefertigt. Einige hundert Meter östlich des ehemaligen Flugplatzes ist seit 2004 das Segelfluggelände Rheinstetten in Betrieb mit einer 830 Meter langen Gras- und einer 1030 Meter langen Windenstartbahn in den Ausrichtungen 02/20.

## Geschichte
Der Flugplatz wurde seit 1957 von der Karlsruher Flughafen GmbH betrieben. Im Jahr 1965 wurden die Asphaltbahn und die Nachtflugbefeuerung in Betrieb genommen. In den 1960er Jahren waren drei Düsenflugzeuge des Typs Fouga Magister CM 170R vom Luftfahrtverein der Reservisten der Deutschen Bundeswehr e. V. am Platz stationiert. Immer wieder flogen auch Flugzeugtypen wie das Transportflugzeug Nord Noratlas und zuletzt Geschäftsreiseflugzeuge des Typs Bombardier Challenger 600 den Flugplatz an. Es gab ebenfalls Urlaubsflüge der Naske Air aus Braunschweig in den 1980er Jahren.
Von Anfang bis Mitte der 1990er Jahre gab es auf dem Flugplatz jährlich etwa 52.000 bis 65.500 Starts und Landungen, davon etwa 15.000 bis 22.500 dem kommerziellen Verkehr zugehörig. Es wurden etwa 90.000 bis 112.000 Fluggäste jährlich befördert. Nach der Eröffnung des Flughafens Karlsruhe/Baden-Baden ging der Verkehr stark zurück. Am 30. September 2000 wurde der Forchheimer Flugplatz für den Motorflug geschlossen. In der Übergangszeit bis zur Eröffnung des neuen Segelfluggeländes Rheinstetten wurde die noch verbleibende Grasbahn 03/21 auf dem Flugplatzgelände hinter der Messe eingeschränkt noch bis 2002 als Sonderlandeplatz genutzt.  Die vier Flugsportvereine, die auf dem Forchheimer Flugplatz beheimatet waren, zogen auf das Segelfluggelände Rheinstetten um.